# Englés
Engles o Englés (fl. XIII secolo) è un nome, o meglio, un soprannome attribuibile a diversi poeti compositori della lirica trobadorica dei quali riportiamo qualche esempio.
Nome o nomignolo di uno joglar e trovatore navarrese (fl. 1253) della metà del XIII secolo
La sua unica tenzone è costituita solo di frammenti ed interessa gli storici principalmente per il suo commentario riguardante la vita di corte a Pamplona sotto Teobaldo I. 
Lo joglar il cui nome Englés è soggetto a interpretazioni controverse è anonimo. Nel componimento poetico, datato al 1253, per prima cosa, Englés accusa Teobaldo di avarizia [e prodigalità], a cui l'anonimo replica che Englés — il cui nome implica che egli fosse inglese — è anti-francese (e Teobaldo infatti era un francese). Englés conclude il componimento indicando la sua partenza da Pamplona per la corte d'Aragona. Englés fa un uso umoristico di un bisticcio di parole con la parole cort (corte) e corta (corto):
Peire Guilhem de Tolosa attacca inoltre Teobaldo I di Navarra, troviero prolifico e commissario del chansonnier du roi (canzoniere del re), comprensivo di molti componimenti trobadorici. 
Un "Engles" è il destinatario di diversi testi di Raimbaut de Vaqueiras, tra i quali il descort, Engles, un novel descort.
Engles, un novel descort

fauc per remembransa

de vos, en cui me conort

de ma greu malenansa

qu'atressi.m nafr' amors fort

cum vos de sa lansa,

estiers que gaug e deport

n'avetz et ieu pezansa

[...]
Engles, un nuovo discordo

faccio, per rimembranza

di voi, ove mi conforto

della grave sciagura

che sì mi fere amore

come a voi, di sua lancia,

se non che diporto e gioia

voi n'avete e io gravezza

[...]
Altrove lo stesso Raimbaut de Vaqueiras:
            Tuich me pregon, Engles, qe vos don saut

            del fol anar don es en fol venguz,

            don toz autr' om fora decaseguz;

            mas vos es tant de ric corage et haut

            qe la foudat, don nulz hom no.us razona,

            sabes cobrir, e si fosson Frances

            cil d'Estela, venjamen n'agraz pres,

            quar no.us donet lo reis, q'om n'ochaizona.

            [...]
Nel sirventese Eu jutge que razos es di Durban in risposta a Peire de Gavaret figura il nome Engles del destinatario.